# Sammensat tal
Et sammensat tal er et positivt heltal, som er større end 1 og ikke er et primtal.
Til forskel fra et primtal (et positivt heltal p > 1, der kun har trivielle divisorer, nemlig tallene 1 og p) har de sammensatte tal andre divisorer end de trivielle. Tallene 0 og 1 er pr. definition hverken prim- eller sammensat tal. Et eksempel på et sammensat tal er 15, da det kan faktoriseres som 3 * 5. 

## Egenskaber
- Ethvert sammensat tal t kan skrives som produkt af to positive hele tal d og k større end 1; dvs. t = d*k.
- Ifølge Aritmetikkens Fundamentalsætning kan ethvert sammensat tal skrives som et produkt af (ikke nødvendigvis) forskellige primtal.
- Alle lige tal er sammensatte tal; på nær tallet 2.
- Ligesom primtallene findes der uendeligt mange sammensatte tal.

| Matematik | Spire Denne artikel om matematik er en spire som bør udbygges. Du er velkommen til at hjælpe Wikipedia ved at udvide den. |